# Challenger of Dallas 1998
Il Challenger of Dallas 1998 è stato un torneo di tennis facente parte della categoria ATP Challenger Series nell'ambito dell'ATP Challenger Series 1998. Il torneo si è giocato a Dallas negli Stati Uniti dal 28 settembre al 4 ottobre 1998 su campi in cemento.

## Vincitori

### Singolare
Daniel Nestor ha battuto in finale  Cristiano Caratti con il punteggio di 6–1, 6–2

### Doppio
Jared Palmer /  Jonathan Stark hanno battuto in finale  Michael Hill /  Scott Humphries con il punteggio di 6–3, 6–4